# Sarcophyton serenei
Sarcophyton serenei is een zachte koraalsoort uit de familie Alcyoniidae. De koraalsoort komt uit het geslacht Sarcophyton. Sarcophyton serenei werd in 1958 voor het eerst wetenschappelijk beschreven door Tixier-Durivault. 